# Erol Keskin
Erol Keskin (Istanbul, 2 marzo 1927 – 1º ottobre 2016) è stato un calciatore turco, di ruolo attaccante.

## Palmarès

### Club

#### Competizioni nazionali
- Coppa del Cancelliere: 3

Fenerbahçe: 1944-1945, 1945-1946, 1949-1950